# Demonax strangalioides
Demonax strangalioides es una especie de insecto coleóptero de la familia Cerambycidae. Estos longicornios son endémicos de Ceram (Indonesia).
Mide unos 20,25 mm.